# Eduard Gustav von Toll
Eduard Gustav von Toll, também conhecido como Eduard Vasílievich Toll (em russo:  Эдуард Васильевич Толль), (Reval (hoje Tallinn), Estónia, 2 de março (ou 14) de 1858 — um lugar desconhecido no Ártico, 1902), foi um geólogo e navegador do Ártico.
Com frequência denominado como Baron Eduard Von Toll ou Eduard V. Toll, pertencia a uma nobre família de origem alemã estabelecida no mar Báltico e estava casado com a baronesa Emmy von Toll. Era parente próximo da família Middendorf e de dois professores da Academia Imperial de Ciências Alexander von Middendorff.
Graduou-se na  Universidade de Dorpat (Tartu) como zoólogo em 1882. Enquanto estudante, viajou pelo Mediterrâneo e pesquisou a fauna, flora e geologia da Argélia e das ilhas Baleares.

## Expedições e descobertas
Em 1885-86 Toll tomou parte numa expedição às ilhas de Nova Sibéria, organizada pela Academia de Ciências de São Petersburgo e dirigida por Alexandr Bunge. Eduard Toll explorou a ilha Grande Lyakhovsky, a Terra de Bunge, a ilha Faddeyevsky, a ilha Kotelny, bem como a costa ocidental da ilha da Nova Sibéria. Em 1886 Toll pensou que tinha terra desconhecida ao norte da ilha Kotelny. Imaginou que se tratava da chamada «Zemlya Sannikova» (Terra de Sannikov), uma terra que Yakov Sannikov e Matvei Gedenschtrom disseram ter visto durante a sua expedição de 1808-10, mas cuja existência nunca se demonstrou. Os resultados dessa expedição foram apreciados pela Academia como «uma verdadeira obra geográfica».
Em 1893 Toll conduziu uma expedição da Academia de Ciências de São Petersburgo à parte norte da Iacútia e exploraram a região entre os trechos inferiores do rio Lena e do rio Khatanga. Toll foi o primeiro a fazer um mapa da meseta entre o rio Anabar e o rio Popigai e da cordilheira entre o rio Olenyok e o Anabar (que nomeou em honra de Vasili Pronchischev). Também levou a cabo estudos geológicos nas bacias dos rios Yana, Indigirka e Kolimá. Durante um ano e dois dias, a expedição cobriu 25 000 km, dos quais 4 200 foram em rios, levando a cabo estudos geodésicos. Devido às dificuldades da expedição e ao seu árduo trabalho, a Academia Russa de Ciências outorgou a Eduard V. Toll a Grande Medalha de Prata de N.M. Prezhevalsky.
Em 1899, Toll tomou parte na viagem inaugural do quebra-gelos Yermak sob o comando de Stepan Osipovich Makarov à costa da ilha Spitsbergen, no arquipélago das Svalbard.

## A última aventura de Toll: a Expedição Polar russa, 1900-03

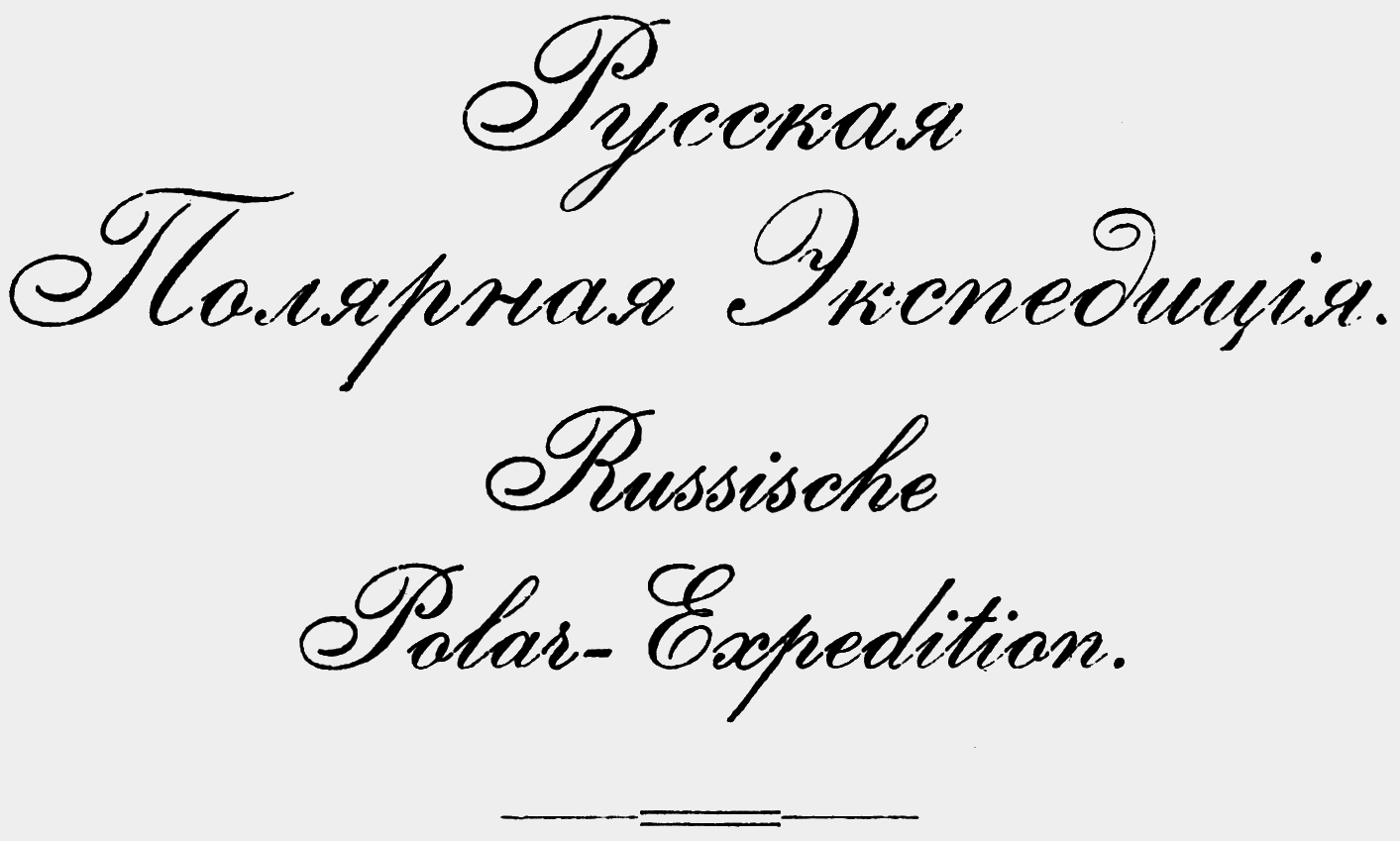
Russian Polar Expedition official Logo 1900

Em 1900-02, Eduard Toll encabeçou uma nova expedição da Academia de Ciências de São Petersburgo às ilhas de Nova Sibéria, a Expedição Polar russa, com  o navio  Zaryá (Заря). O principal objetivo da expedição era encontrar a legendária Terra de Sannikov. Durante essa viagem, e sobretudo durante a invernada para perto da parte noroeste da península de Taymyr e a parte ocidental da ilha Kotelny, Eduard Toll realizou uma exaustiva investigação hidrográfica, geográfica e geológica.
Devido às duras condições do gelo a expedição viu-se obrigada a passar dois invernos na sombria região do arquipélago de Nova Sibéria. Na final, Eduard Von Toll viajou até à ilha Bennett em trenó e caiaque junto com três dos membros da expedição.
O navio Zaryá tentava chegar à ilha de Bennett a evacuar a partida a pé, mas não pôde o fazer por causa das difíceis condições do gelo. Ao que parece, em novembro de 1902 Toll tomou a decisão de ir para o sul até o continente, nos caiaques, sobre um iceberg solto, mas nenhum rastro dos quatro homens foi encontrado.
Uma vez que conseguiu livrar do gelo, o Zaryá finalmente foi amarrado para perto da ilha Brusneva, na baía de Tiksi, («Bukhta Tiksi»), uma amarração que tornou-se definitiva já que não teve esperanças de consertar o barco. O resto dos membros da expedição regressaram a São Petersburgo, enquanto o capitão Fiódor Matisen voltou a Yakutsk.
Enviaram-se duas expedições de busca na primavera de 1903. Uma delas, dirigida pelo engenheiro M. I. Brusnev, que procuro-os na costa das ilhas de Nova Sibéria e a outra, liderada pelo comandante naval Aleksandr Kolchak que viajou num baleeiro à ilha Bennet. Não encontraram os navegadores perdidos, mas encontraram os diários e as coleções da expedição Zaryá, que levam luz sobre o trágico destino do barão Von Eduard Toll e seus colegas.

## Reconhecimentos
O nome de Eduard Von Toll permanece nos mapas geográficos publicados de Fridtjof Nansen, já que nomeou em sua honra uma baía na costa noroeste da península de Taymyr. Há muitos outros acidentes árticos que levam seu nome, como o rio Tollievaya, um cabo na  ilha Tsírkul dos ilhéus de Minin, umas montanhas em Nova Zembla, o cabo mais setentrional da ilha Stolbovoy, o estreito e uma meseta em ilha Kotelny e a capa de gelo central em ilha Bennett.
Em alguns campos, como a paleontologia, zoologia e botânica muitos espécimes da fauna e a flora se nomeiam segundo o Baron Von Eduard Toll, como por exemplo a foraminifera chamada Dendrophyra tolli (Awerinzew, 1911).
O barão Toll foi um especialista em paleontologia da Sibéria. A seguinte declaração do acadêmico russo V.A. Obruchev é bem conhecida:
Em todos os nossos guias sobre geografia física se pode encontrar o nome de Eduard V. Toll como fundador da doutrina da formação de gelo fossilizado- a doutrina que se converteu num clássico.— V.A. Obruchev
Concedeu-se-lhe um doutorado póstumo na Universidade de Galway.